# Esichio di Mileto
Esichio di Mileto detto Illustrio (in greco antico: Ἡσύχιος?, in latino Hesychius Milesius; Mileto, V secolo – Costantinopoli, VI secolo) è stato uno storico e letterato bizantino.

## Biografia
Non si hanno molte notizie sulla vita di Esichio. Si sa che era figlio di un avvocato, e che è vissuto a Costantinopoli durante i regni di Anastasio I (491-518), Giustino (518-527) e Giustiniano (527-565).

## Opere
Secondo Fozio, che ne lodava lo stile e lo giudicava uno storico affidabile e scrupoloso, Esichio sarebbe stato autore di tre importanti lavori:
1. Storia universale (Βιβλίον ἱστορικὸν ὡς ἐν συνόψει κοσμικῆς ἱστορίας, Biblìōn historikṑn hṑs en synòpsei kosmikḕs historìās) in sei libri, dalle origini ai suoi giorni. Secondo Fozio, la struttura dell'opera era la seguente: Libro I: Dalla fondazione dell'impero assiro ad opera di Belus alla guerra di Troia; Libro II: Dalla guerra di Troia alla fondazione di Roma (21 aprile 753 a.C.); Libro III: Da Romolo alla caduta della monarchia a Roma (509 a.C.); Libro IV: La repubblica romana fino al consolato di Giulio Cesare (44 a.C.); Libro V: Dall'uccisione di Giulio Cesare alla fondazione di Costantinopoli come capitale dell'impero da parte di Costantino (11 maggio 330 d.C.); Libro VI: Dalla fondazione della nuova Roma ad opera di Costantino il Grande alla morte di Anastasio I Dicoro (518). Ne è stato conservato un ampio frammento del sesto libro, in cui è esposta la storia di Bisanzio dalle origini al tempo di Costantino, contenuto nei Πάτρια Κωνσταντινουπόλεως κατὰ Ἡσύχιον Ἰλλούστριον (Pàtria Constantinopòleos katà Esìchion Illùstrion) di Giorgio Codino[2].

- Una appendice dell'opera precedente può essere considerata una Storia del regno di Giustino (518-527) e dei primi anni del regno del successore Giustiniano, perduta completamente.
- Περὶ τῶν ἐν παιδείᾳ λαμψάντων σοφῶν (Perì tṑn en paidèiā lampsàntōn sophṑn), in lingua latina: De viris doctrina claris: è un onomatologo (ὀνοματολόγος), ossia una raccolta di notizie biografiche sugli autori pagani, elencati in ordine cronologico, classificati per categorie letterarie (poeti, filosofi, ecc.) L'opera, di notevole interesse per la storia della cultura antica, è andata perduta, come pure la sua epitome, di cui si servirono Fozio e l'autore del Suda[3]. Le fonti principali dell'opera di Esichio sono le opere di Elio Dionisio e di Filone Erennio.